# أرماندو بالاثيو بالديس
أرماندو بالاثيو بالديس (بالإسبانية: Armando Palacio Valdés)‏ كاتب وناقد أدبي إسباني، وُلد في إنترالاجو، بأستورياس عام 1853. درس في أفيليس وأنهى البكالوريا في أوفييدو، ثم أكمل دراسته الجامعية في القانون في مدريد. أدار المجلة الأوربية، حيث نشر بعضًا من مقالاته والتي جمعها فيما بعد في اسكتشات أدبية عام 1871. وبعد وفاة خوسيه ماريا دي بيريدا عام عام 1905، تولى أرماندو منصبه في الأكاديمية الملكية الإسبانية.
كان صديقًا قديمًا لكلارين، وكتب عدة روايات هامة مثل: مارتا وماريا التي تحارب التصوف الكاذب، والتي تروي انتقال شقيقتين من حاملى الكتاب المقدس إلى بيئة معاصرة. فيما تعد شقيقة سان سولبيثيو الأكثر شعبية بين أعماله، حيث يقص مغامرات ما قبل زواج طبيب من جالسيا من البطلة الراهبة، دون رغبة منها في تجديد تعهداتها للرب. وجدير بالذكر أيضًا القرية المفقودة، قصة درامية لشعب تدهورت أحواله بسبب العمليات التعدينية.

## روابط خارجية
- أرماندو بالاثيو بالديس على موقع الموسوعة البريطانية (الإنجليزية)